# 小笠原棟敬
小笠原 棟敬（おがさわら むねたか）は、小倉藩の政治顧問（御政事御世話）。播磨国安志藩主小笠原長武の息子で、兄に小倉藩主小笠原忠幹（貞幹）。別名を小笠原敬二郎。

## 生涯
一時期水原氏の養子となるが、間もなく本姓に復している。江戸で安積艮斎・佐藤一斎・大橋訥庵らに師事する。万延元年（1860年）11月6日に兄で安志藩主を継いでいた貞幹（忠幹）が小倉藩主家を継ぐと、兄によって文久元年（1861年）8月に小倉へ招かれ、藩の政治顧問として「御政事御世話」に就く。同藩家老の島村志津摩や小宮民部と藩政を巡って対立し、文久3年（1863年）5月に島村志津摩は江戸の台場警備に左遷された。
同年9月、敬二郎は職を辞して江戸に赴くことになったが、同月14日に死去した。弓の稽古中に弦で左手を切り破傷風になったという説や、手の動脈を切ったとする説もある。
元治元年（1864年）2月に島村志津摩は小倉に呼び戻された。